# ねこじゃらし (お笑いコンビ)
ねこじゃらしは、日本のお笑いコンビ。ビクターミュージックアーツ所属。

## メンバー
吉田 朋記（よしだ ともき、1987年2月18日（38歳） - ）
兵庫県尼崎市出身。身長170 cm、体重64 kg。血液型はB型。
趣味はウェイトトレーニング（週7〜10回）、音楽鑑賞（ゆず）、ラグビー（高校時代の部活）、野球（中学時代の部活）。
特技はラグビーのパス、ベンチプレス120 kg、体調に合わせたサプリメント選び。登録販売者（医薬品販売）の資格を所持している。
好きな食べ物はナスビ、嫌いな食べ物はトマト。

こーへい（1987年8月11日（37歳） - ）
和歌山県出身。身長164 cm、体重60 kg。血液型はO型。
本名、谷坂 耕平（たにさか こうへい）。2024年1月8日に本名から改名。芸名の名付け親は、アポロン山崎。
趣味はウェイトトレーニング（週10〜12回）、フィギュア・漫画集め（グラップラー刃牙）、 範馬刃牙のコスプレをしてコミックマーケットに参加すること（作者の板垣恵介公認）。
特技は人間ポンプ、減量飯を考えて作ること。
パーソナルストレッチの資格を所持し、元スポーツトレーナーの経験を持つ。小学校・中学校では野球、高校では格闘技（ボクシング、空手、キックボクシング）をやっていた。
好きな食べ物はハマチ、お肉。嫌いな食べ物はカリフラワー、メロン、スイカ。

## 来歴
谷坂は幼少期から芸人になることを夢見てナインティナインに憧れを抱き、将来は中川家のような漫才師を目指していた。当時は両親も特に反対していなかったが芸風が筋肉主体に変わってからは「どこに向かってるの?」と尋ねられたり、筋肉を競うコンテストへ出場すると「本業はどっち?」と聞かれることも多くなった。身体を鍛え始めたきっかけは2017年ごろ、大失恋を経験して心の病を患い医者から体を動かすのを勧められてジムへ入会し、当初は軽い運動だけだったがいつの間にかトレーニングにのめり込むようになり、現在ではトレーニングをしていないと落ち着けない身体と化してしまった。
吉田は高校時代、マッチョになりたくてラグビー部へ入っていたためある程度のトレーニングは経験していたものの、トレーニングをサボっていた時期に相方・谷坂の身体がみるみる変わっていったため谷坂の入っていたジムに入会、本格的にトレーニングを再開した。コンビでのトレーニングを積んでいく内に芸風が今の筋肉漫才師となり、説得力や箔をつけるため筋肉のコンテストにも出場するようになった。

## 芸風
主に漫才で、共通の趣味である筋肉を活かしたネタがほとんど。
ライブ入り前、2人とも日焼けサロンへ行ったせいで軽い脱水症状に陥りながらネタを演じたことがある。また、吉田は芸人の収入だけでは食っていけないため過酷な減量の最中でもアルバイトをこなし、ライブの出演中でもフラフラの状態でコンビ共々記憶が幾度か飛んだこともあった。

## 出演
- おもしろ荘 元日SP（日本テレビ）[4][5]
- そろそろ にちようチャップリン（テレビ東京）[6]
- ザ・ベストワン（TBSテレビ）[7]